# Cleophus Prince
Cleophus Prince Jr. (ur. 25 lipca 1967 w Birmingham) – amerykański seryjny morderca. Od stycznia do września 1990 roku brutalnie zamordował w San Diego 6 kobiet. Jest znany jako ang. The Clairemont Killer (pol. Morderca z Clairemont), gdyż większość popełnionych przez niego morderstw miała miejsce w Clairemont - dzielnicy San Diego .
Prince urodził się w stanie Alabama. Gdy osiągnął pełnoletność, został zawodowym żołnierzem i służył w marynarce wojennej. W 1989 roku został wydalony z wojska za kradzież. Po tym wydarzeniu, przeprowadził się do San Diego. 
Prince przed zabójstwami uważnie obserwował przyszłe ofiary, gdy te ćwiczyły na siłowni. Następnie śledził je, aż dotarły do domów. Gdy słyszał, że kobieta bierze prysznic, sprawdzał czy w domu są pozostawione otwarte drzwi lub okna. W ten sposób dostawał się do domów swych ofiar. Następnie zabierał z kuchni nóż i wchodził do łazienki, gdzie dźgał ofiary. Większość ciosów zadawał w piersi ofiar. Cechą charakterystyczną działania Prince`a było rozmazywanie krwi po całym ciele każdej z ofiar. Tylko jedna z sześciu ofiar została zgwałcona. Gdy pewnego razu uciekał z miejsca zbrodni, został zauważony przez przechodniów i sporządzono jego portret pamięciowy. W lutym 1991 roku, gdy włamywał się do domu kolejnej ofiar, został zauważony przez sąsiadów. Prince spanikował i uciekł z miejsca zdarzenia, jednak świadkowie spisali numery rejestracyjne jego samochodu. Prince został wezwany na przesłuchanie i dobrowolnie zgodził się oddać próbki DNA do badań. Pomimo iż Prince wyglądał jak mężczyzna z portretu pamięciowego, został zwolniony do domu. Prince wykorzystał sytuację i zbiegł do rodzinnej Alabamy. W marcu 1991 roku za namową matki, dobrowolnie oddał się w ręce władz. 
W listopadzie 1993 roku Cleophus Prince Jr. został skazany przez sąd na karę śmierci. Aktualnie oczekuje na wykonanie wyroku w celi śmierci.

## Lista ofiar
| Lp. | Ofiara          | Wiek | Data             |
| --- | --------------- | ---- | ---------------- |
| 1.  | Tiffany Schultz | 21   | 12 stycznia 1990 |
| 2.  | Janene Weinhold | 21   | 16 lutego 1990   |
| 3.  | Holly Tarr      | 18   | 3 kwietnia 1990  |
| 4.  | Elissa Keller   | 38   | 21 maja 1990     |
| 5.  | Amber Clark     | 18   | 13 września 1990 |
| 6.  | Pamela Clark    | 38   | 13 września 1990 |